# Sân bay quốc tế Trivandrum
Sân bay Quốc tế Trivandrum (IATA: TRV, ICAO: VOTV) là ở Thiruvananthapuram và là sân bay đầu tiên ở bang Kerala, Ấn Độ. Đây là sân bay quốc tế đầu tiên trong một thành phố không phải siêu lớn (dân số <4 triệu). TIA được coi là một sân bay hoạt động "trong tất cả mọi điều kiện thời tiết" và đã nhận giấy chứng nhận ISO 9001-2000. Đây là sân bay bận rộn thứ tám trong nước tính theo lưu lượng hành khách quốc tế và bận rộn thứ 12 Ấn Độ tính theo tổng số lượt khách. Nhà ga sân bay có cự ly khoảng 3,7 km (2,3 dặm) về phía tây trung tâm thành phố, 16 km (9,9 dặm) từ bãi biển Kovalam, 13 km (8,1 dặm) từ Trivandrum Technopark và 21 km (13 dặm) với vị trí đề xuất xây cảng quốc tế Vizhinjam.
Sân bay quốc tế Trivandrum có hai nhà ga. Terminal 1 phục vụ tất cả các chuyến bay nội địa và Terminal 2 phục vụ các chuyến bay quốc tế.